# Igreja de Nossa Senhora da Ajuda (Espinho)
A Igreja Paroquial e Matriz de Espinho localiza-se em Espinho; foi projetada pelo arquitecto Adães Bermudes e revela um gosto revivalista (neo-românico) modernizado, com planta em forma de cruz latina de uma só nave e transcepto. A volumetria da fachada principal é marcada por uma imponente torre sineira, precedida por pequena escadaria de acesso ao portal nobre. "Este é constituído por arco de volta perfeita, contornado por composição rendilhada, encimado por frontão triangular e rematado por cruz latina".
A sua construção foi iniciada em 1930 sob a vigência do Padre Joaquim Teixeira Silva Amaral, por forma a substituir a destruida capela da Praça Nova, que se situava em zona invadida pelo mar. Possui uma torre sineira decorativa e o pórtico da entrada ostenta esculpido um pantocrator. No seu interior podemos encontrar várias capelas laterais em forma de altar, uma das quais contém uma interessante imagem de Jesus Cristo de grandes dimensões, em madeira policroma, esculpida por Teixeira Lopes.
Em 2022 está sujeita a obras que incidem na alteração do soalho, na pintura das paredes e na substituição dos sistemas sonoros e de iluminação. O prazo de execução está previsto para dois anos e terá um custo de cerca de um milhão e 400 mil euros.